# Anandrus redemptus
Genre
Synonymes
- Elucus redemptus Petrunkevitch, 1958

Anandrus redemptus est une espèce fossile d'araignées aranéomorphes de la famille des Synotaxidae.

## Distribution
Cette espèce a été découverte en Danemark dans de l'ambre de la mer Baltique. Elle date du Paléogène.

## Systématique et taxinomie
Cette espèce a été décrite sous le protonyme Elucus inermis par Petrunkevitch en 1958. Elle est placée dans le genre Anandrus par Wunderlich en 1986.

## Publication originale
- Petrunkevitch, 1958 : « Amber spiders in European collections. » Transactions of the Connecticut Academy of Arts and Sciences, vol. 41, p. 97–400.